# Chimarra bibaringa
Chimarra bibaringa là một loài Trichoptera trong họ Philopotamidae. Chúng phân bố ở miền Australasia.